# FIFUSA
La Federazione Internazionale del Futsal (in portoghese Federação Internacional de Futebol de Salão e in spagnolo Federación Internacional de Fútbol de Salón), più nota con l'acronimo di FIFUSA, è stata la federazione internazionale che si occupava in via ufficiale della gestione del futsal a livello mondiale, dalla sua fondazione nel 1971 fino al suo scioglimento nel 1989.

## Storia della federazione
Nel luglio del 1971 su iniziativa della Confederación Sudamericana de Fútbol de Salón (CSFS) e della Confederação Brasileira de Desportes (CBD), venne costituita a San Paolo la Federazione Internazionale, alla presenza di rappresentanti delle associazioni nazionali di Brasile, Argentina, Bolivia, Paraguay, Perù, Portogallo e Uruguay. Nello stesso tempo venne eletto presidente del consiglio esecutivo della Federazione João Havelange, mentre Segretario Generale fu nominato Luiz Gonzaga de Oliveira, nei ruoli dirigenziali vennero rappresentate anche le altre associazioni partecipanti ad eccezione del Portogallo. Come regolamento ufficiale, venne adottato quello stilato dallo stesso Gonzaga nel 1956 quando era membro della Federação Paulista de Futebol de Salão.
Fino al 1974 la FIFUSA fu realmente retta dal segretario Luiz Gonzaga, perché il presidente Havelange era impegnato con la CBD e soprattutto con la campagna per la elezione a presidente della FIFA, carica che assunse appunto nel 1974. La FIFA sino a questo punto non aveva dimostrato attenzioni per uno sport che iniziava a radicarsi soprattutto nel Sudamerica. Nel 1975 venne eletto a presidente della FIFUSA Waldir Nogueira Cardoso, che lavorò per la creazione di manifestazioni futsalere di più ampio respiro come i Campionati Panamericani, e per l'espansione di questo sport ad altre realtà nazionali.
Nel 1980 la nuova elezione portò alla presidenza Januário D'Aléssio Neto, massimo dirigente del Palmeiras.
La FIFUSA iniziò a lavorare per portare i Mondiali anche in Europa, fu scelta la Spagna per disputare la fase finale del 1985 a cui parteciparono 12 formazioni e che vide riconfermarsi il Brasile. La grande risposta di pubblico e l'interesse mediatico (TVE riprese l'evento in diretta) diedero le dimensioni della crescita di questo sport, su cui la FIFA di Havelange stava lavorando sin dall'inizio del decennio nella prospettiva di inglobarlo tra le sue attività. A tal proposito, nel biennio che andò dal 1986 al 1987 si disputarono tre tornei internazionali sotto l'egida della FIFA, chiamati FIFA Futsal Tournament.
La FIFA non appoggiò la disputa del secondo Mondiale, preferendo lavorare sul suo futbol 5, e addirittura vietando l'associazione alla parola "football" ("futbol" in spagnolo) per indicare il gioco del calcio a 5 praticato sotto l'egida della FIFUSA. Quest'ultima decise nello stesso anno 1985 di utilizzare l'acronimo fut-sal, un acronimo il cui conio viene accreditato al giornalista della Gazeta Esportiva, José Antônio Inglêz, che assieme al collega Raul Tabajara era stato tra i primi ad interessarsi alla diffusione in territorio brasiliano del calcio a 5.
LA FIFUSA, dopo un primo tempo in cui la FIFA ebbe un atteggiamento di indifferenza per lo sport del calcio a 5, trovò nella Federazione un vero e proprio ostacolo, in virtù del fatto che la stessa FIFA intendeva non solo concorrere, ma soppiantare il calcio a 5 con la sua versione. In Argentina venne organizzato dalla Asociación del Fútbol Argentino, in collaborazione con la FIFA, il primo campionato di futbol 5 che trovò terreno nell'area della Capitale Federale dove la federazione nazionale impose ai club di iscrivere una squadra anche in questo sport. Negli anni successivi fu modificata la linea guida della federazione argentina, che non impose iscrizioni obbligatorie, ma vietò ai propri tesserati di partecipare alle attività della Confederación Argentina de Fútbol de Salón (CAFS) iscritta alla FIFUSA. Questa mossa costrinse le principali formazioni di club argentine ad abbandonare la CAFS, della quale erano state tra le fondatrici nel 1975. LA CAFS nello stesso 1986 nella causa contro la AFA e la FIFA ottenne dalla Confederación Argentina de Deportes (C.A.D.) la risoluzione n. 13 in cui veniva definita come l'unica entità preposta alla gestione del calcio a 5.
Iniziarono trattative per una fusione tra FIFUSA e FIFA, nel rispetto dei valori che avevano contraddistinto questo sport nei suoi primi 50 anni di vita. Nel 1988 il calcio a 5 divenne infine una disciplina riconosciuta ufficialmente dalla FIFA, che decise di gestirlo attraverso un Comitato per il Futsal, questo di fatto portò all'assorbimento della FIFUSA nella FIFA e la sua estinzione, datata 1989.

## Conseguenze dell'estinzione
Paesi come il Brasile aderirono con solerzia a questo cambio di rotta, i verdeoro approntarono anche la spedizione al primo FIFA Futsal World Championship con la gran parte dei tesserati del club Bradesco. Il Paraguay, la cui nazionale si fregiava dell'alloro di campione del mondo, si fece promotore di una campagna di dissenso verso questo assorbimento, inalberando motivazioni legate all'autonomia di questo sport: secondo i dirigenti era evidente che i due sport avessero come momento comune solo le parti del corpo da utilizzare per controllare il pallone. Il 25 settembre 1990 a Bogotà venne fondata la Confederacion Panamericana de Futbol de Salon (PANAFUTSAL) di cui facevano parte Paraguay, Colombia, Messico, Uruguay, Argentina, Venezuela, Costa Rica, Puerto Rico e Bolivia, a cui si aggiunsero col tempo Ecuador, Antille Olandesi, Aruba e Canada.
Il congresso in Guatemala tenuto nel 2000 tra membri della PANAFUTSAL e della FIFA mirava alla ricostruzione della disputa tra le due istituzioni e l'affermazione del futsal nella versione pura che aveva fatto appassionare molti in Sudamerica, il fatto che arrivasse solo 10 anni dopo la scissione la diceva lunga sui diversi punti di vista. La firma del protocollo detto "Guatemala 2000" però non fu seguita da atti concreti, la FIFA perseguì la promozione della propria versione di calcio a 5. La PANAFUTSAL decise così di dare vita ad un nuovo organismo di carattere mondiale, per la salvaguardia dello sport del calcio a 5 nella modalità che si era diffusa in Sudamerica e nel mondo a partire dagli anni 1960. Nel dicembre 2002 venne così fondata ad Asuncion la Asociación Mundial de Futsal, che attualmente conta 31 federazioni nazionali affiliate e tre organismi continentali.